# إدوارد ك. مارشال
إدوارد ك. مارشال (بالإنجليزية: Edward C. Marshall) هو محامي وسياسي أمريكي، ولد في 29 يونيو 1821 في الولايات المتحدة، وتوفي في 9 يوليو 1893 في الولايات المتحدة. حزبياً، نشط في الحزب الديمقراطي. وقد انتخب عضو مجلس النواب الأمريكي.